# Привільнянська волость
Привільнянська волость — адміністративно-територіальна одиниця Херсонського повіту Херсонської губернії.
Станом на 1886 рік — складалася з 14 поселень, 14 сільських громад. Населення — 8027 осіб (4015 осіб чоловічої статі та 4012 — жіночої), 1200 дворових господарств.
|                     | Площа, десятин | У тому числі орної, дес. |
| ------------------- | -------------- | ------------------------ |
| Сільських громад    | 19749          | 9578                     |
| Приватної власності | 36795          | 8402                     |
| Казенної власності  | 1425           | 273                      |
| Іншої власності     | 333            | 246                      |
| Загалом             | 58302          | 18499                    |

Найбільші поселення волості:
- Привільне — село при річці Інгул за 110 верст від повітового міста, 3529 особи, 630 дворів, православна церква, єдиновірська церква, земська станція, 10 лавок. За 12 верст — православна церква, лавка, 2 ярмарки: 9 травня та 16 грудня. За 15 верст — залізнична станція. За 20 верст — православна церква, постоялий двір.
- Барвінцівка (Забеліна, Полковніччя, Ізобільна) — село при річці Громоклія, 516 осіб, 100 дворів, 3 лавки.
- Водяне — село при річці Громоклія, 287 осіб, 63 двори, лавка.
- Михайлівка (Семенютова, Шаблевічева) — село при річці Громоклія, 300 осіб, 63 двори, лавка.
- Ново-Бірзулівка — село при річці Інгул, 539 осіб, 72 двори.
- Ново-Полтавка — колонія євреїв при ставках, 2104 особи, 120 двори, 2 єврейських молитовних будинки, школа, 3 лавки.